# Увеит
Увеит — воспаление сосудистой оболочки глаза (увеального тракта). Это заболевание является частой причиной слабовидения и слепоты (около 25 %). При увеите необходимо срочно обратиться к офтальмологу. Главными симптомами заболевания являются «туман» перед глазами, ухудшение зрения (возможна даже полная слепота), покраснение глаз, светобоязнь и слезотечение.
Классификация:
- передний увеит (иридоциклит) — поражается радужка и цилиарное тело;
- периферический увеит — вовлекается цилиарное тело и хориоидея, стекловидное тело и сетчатка;
- задний увеит (хориоидит) — поражается хориоидея, сетчатка и зрительный нерв;
- панувеит — воспаляется вся сосудистая оболочка глаза. В зависимости от различных критериев, увеит подразделяется на несколько классификаций. Специалисты выделяют следующие аспекты:
  1. По локализации: Увеит может быть классифицирован в зависимости от того, в какой части глаза происходит воспалительный процесс.
  2. По характеру течения заболевания: Классификация увеита может основываться на том, насколько остро или хронически протекает заболевание и какова его динамика.
  3. По виду воспалительного процесса: Увеит может быть классифицирован в зависимости от характера воспаления, его особенностей и тяжести. Выделяют серозные, пластинчатые, геморрагические, фибринозные, гнойные и смешанные увеиты.  Такой подход к классификации позволяет более точно определить особенности каждого случая увеита, что в свою очередь помогает разрабатывать эффективные методы диагностики и лечения